# Leif Vindevåg
Leif Arthur Staffan Vindevåg, född 2 mars 1943 i Kristianstads församling i Kristianstads län, död 7 juli 2014 i Solna församling i Stockholms län, var en svensk ekonom och näringslivsperson.

## Biografi
Vindevåg avlade examen i ekonomi vid Uppsala universitet. Efter examen anställdes han som makroekonom vid Skandinaviska Enskilda Banken, där han kom att inneha flera centrala positioner. Från slutet av 1980-talet fram till 2008 var han utredningschef vid Stockholmsbörsen och från 2008 till sin död 2014 var han rådgivare hos Aktiespararna. Vindevåg var också verksam som lärare i ekonomi vid Försvarshögskolan. Han hade ”förmågan att tänka ’out of the box’ när det gällde försvarspolitiska frågor och att tillämpa sina erfarenheter från näringslivet på frågor inom försvarssektorn”.
Vindevåg var ordförande i Föreningen Heimdal 1968–1970. Han var ledamot av Aktiespararnas förbundsstyrelse 1987–2000. Under många år var han återkommande deltagare i Sveriges Radios ekonomiprogram Ekonomiska klubben.
Vindevåg invaldes som ledamot av Kungliga Krigsvetenskapsakademien 2000. Han valdes till akademiens skattmästare i maj 2014, men avled kort tid senare och hann därför inte påbörja sitt uppdrag.
Leif Vindevåg är begravd på Sankt Laurentii kyrkogård i Söderköping.